# CHFA-FM
CHFA-FM est une station de radio canadienne francophone située à Edmonton, dans la province de l'Alberta. Elle est détenue et exploitée par la Société Radio-Canada et affiliée à son réseau généraliste ICI Radio-Canada Première. Ses programmes sont diffusés à travers toute la province.

## Histoire
Pour la majorité de son histoire, elle a diffusé sur la bande AM à la fréquence 680 kHz depuis son lancement en 1949 par un consortium local à but non lucratif pour offrir un service radiophonique francophone à Edmonton. Radio Canada acquiert CHFA en 1974.
Un ré-émetteur de faible puissance a été ajoutée à la fréquence 101,1 MHz à Edmonton. En janvier 2012, Radio-Canada a opté de fermer l'émetteur AM et d'utiliser la fréquence 90,1 MHz occupée par CBCX-FM ICI Musique qui prendra la place de 101,1 MHz. Le changement a été effectué à la fin 2013.

## Rediffuseurs
CHFA-FM couvre toute la province de l'Alberta à travers un réseau de réémetteurs :
- Banff - FM 105.7 FM
- Bonnyville - 98.7 FM
- Calgary - FM 103.9
- Falher - FM 103.7
- Fort McMurray - FM 101.5
- Grande Prairie - FM 103.3
- Hinton - FM 100.7
- Jasper - FM 101.1
- Lac Louise - FM 102.7
- Lethbridge - FM 104.3
- Medicine Hat - FM 100.5
- Peace River - FM 92.5
- Red Deer - FM 103.5
- St. Paul - FM 105.5